# Josiane Bost
Pour les articles homonymes, voir Bost.
Josiane Bost, née le 7 avril 1956 à Tournus (Saône-et-Loire), est une coureuse cycliste française, championne du monde en 1977.

## Biographie
Josiane Bost est, dans les années 1970, l'une des meilleures cyclistes féminines de France. Sa principale rivale durant sa carrière est Geneviève Gambillon. À elles deux, elles assurent le passage de relais entre la génération de Lily Herse et de Jeannie Longo.
Entre 1975 et 1977, elle collectionne les places d'honneur dans les championnats de France de cyclisme sur piste. En 1977 et 1978, elle devient championne de France de poursuite individuelle. En 1978, elle remporte également le championnat de France de vitesse. 
Par trois fois elle est vice-championne de France sur route, devancée à chaque fois par Geneviève Gambillon. En 1977, elle crée la surprise à San Cristóbal en devenant Championne du monde sur route devant Connie Carpenter.

## Palmarès

### Palmarès sur route
- 1972
  - 2e du championnat de France sur route
- 1975
  - 2e du championnat de France sur route
  - 8e du championnat du monde sur route
- 1976
  - 3e du championnat de France sur route
- 1977
  -  Championne du monde sur route
  - 2e du championnat de France sur route

### Palmarès sur piste
- 1975
  - 2e du championnat de France de poursuite
- 1976
  - 2e du championnat de France de poursuite
  - 3e du championnat de France de vitesse
- 1977
  -  Championne de France de poursuite
  - 2e du championnat de France de vitesse
- 1978
  -  Championne de France de poursuite
  -  Championne de France de vitesse